# Giuseppina Bozzacchi
Giuseppina Bozzacchi (Milano, 23 novembre 1853 – Parigi, 23 novembre 1870) è stata una danzatrice italiana, nota per la creazione del ruolo di Swanilda nel balletto Coppélia.

## Biografia
Iniziò a danzare alla Scuola del Teatro alla Scala, sotto la tutela di Amina Boschetti che, visto il potenziale della sua allieva, la incoraggiò a recarsi nel 1865 presso l'Opéra de Paris. 
Giuseppina Bozzacchi già all'età di 16 ballava dunque nel balletto dell'Opéra di Parigi, dove era arrivata, dodicenne, da Milano per studiare con Madame Dominique. Il coreografo Arthur Saint-Léon e il direttore dell'Académie Royale de Musique, Émile Perrin, erano alla ricerca di una ballerina a cui affidare il ruolo di Swanilda nel balletto Coppélia, e dopo aver selezionato invano numerose aspiranti tra cui Léontine Beaugrand, Angelina Fioretti e Adèle Grantzou, fecero fare un viaggio in Italia al compositore Léo Delibes per cercare una ballerina adatta al ruolo. Questi tornò a mani vuote, ma nel frattempo Saint-Léon e Perrin aveva scoperto la Bozzacchi, di cui erano rimasti entusiasti. 
Il 25 maggio 1870 alla presenza di Napoleone III la Bozzacchi debuttò riscuotendo un notevole successo, che si ripeté nelle settimane successive. 
Nel mese di luglio dello stesso anno, una controversia internazionale scoppiata tra Francia e Prussia per la successione al trono di Spagna sfociò il 19 luglio nella guerra. Giuseppina Bozzacchi seguitò a ballare il ruolo di Swanilda fino al mese di agosto, quando l'Opéra di Parigi chiudette per tutta la durata della guerra franco-prussiana. Durante l'assedio di Parigi, l'Opéra aveva smesso di pagare gli stipendi e Giuseppina, indebolita per la mancanza di cibo, si ammalò contraendo il vaiolo. Morì la mattina del suo 17º compleanno poco dopo la morte per arresto cardiaco di Saint-Léon. Fu sepolta al cimitero di Montmartre a Parigi.